# Paul et Pierrette Girault de Coursac
Pour les articles homonymes, voir Girault et Coursac.
Paul Girault de Coursac, né le 4 décembre 1916 à Morlac (Cher) et mort le 16 mars 2001 à Paris (20e arrondissement), et son épouse Pierrette Girault de Coursac, née Pierrette Rachou le 11 novembre 1927 à Paris (17e arrondissement) et morte le 14 mars 2010 à Bergerac (Dordogne), sont deux auteurs et historiens français, spécialisés dans l'étude de la vie de Louis XVI et Marie-Antoinette. Ils sont connus pour avoir exploré des documents qui n'ont pas été exploités depuis leur archivage (ouverture de fonds sur la fin de l'Ancien Régime et la Révolution française aux archives d'État d'Autriche à Vienne puis dans celles de Londres et à Paris aux archives nationales et aux archives du ministère des affaires étrangères).

## Biographie
Pierrette Girault de Coursac est agrégée et docteur d'histoire : sa thèse portant sur l'éducation de Louis XVI a été publiée en 1972, chez Gallimard, sous le titre L'éducation d'un Roi, Louis XVI. Paul Girault de Coursac, né à Morlac (Cher), est de formation scientifique (mathématicien et physicien). Il est décédé le 16 mars 2001, tandis que son épouse Pierrette est décédée le 14 mars 2010. Leur fils, Louis Auguste Girault de Coursac (1952-2007), porte les mêmes prénoms que le roi Louis XVI, Louis Auguste de France.

## Thèses
En 1973, encouragés par le philosophe Gabriel Marcel, ils entreprennent le lancement de Découverte, une revue historique où paraissaient chaque trimestre les résultats de leurs travaux sur le règne de Louis XVI (les réformes, la politique extérieure, la guerre d'Amérique, les découvertes et les progrès  techniques, la vie conjugale, etc).
Les travaux, accomplis par le couple Girault de Coursac durant près de quarante ans, ont abouti à de nouvelles visions sur Louis XVI et sur la connaissances des événements de son règne et de la Révolution française. Voici le résumé de leurs thèses :  
- L'éducation de Louis XVI était intellectuellement très complète ; et après la légende tenace d'un roi borné et manuel, les historiens reconnaissent aujourd'hui en Louis XVI un intellectuel et un scientifique de bon niveau.
- Louis XVI aurait eu plusieurs lignes directrices durant son règne qu'il aurait toujours suivies, comme le refus de la guerre civile et de ce qui pourrait la déclencher.
- Louis XVI n'aurait jamais été gouverné par ses ministres, mais ceux-ci auraient souvent récupéré à leur actif des réformes décidées par le Roi.
- Louis XVI n'aurait jamais été gouverné par son épouse (au contraire Marie-Antoinette qui, quand elle s'intéressait aux affaires politiques, était manipulée par différents clans dont celui des Autrichiens, comme le montre la mise au jour de correspondances avec sa mère, son frère, Mercy-Argenteau et plus tard avec le comte d'Artois, Fersen et d'autres émigrés).
- Durant la Révolution, il aurait bien mené une politique cohérente, visant à jouer le jeu qu'on[Qui ?] lui aurait imposé. La politique menée par Marie-Antoinette durant cette période l'aurait été à son insu. Les lettres adressées à des souverains étrangers en leur demandant de l'aide et présentées comme de lui seraient des faux émanant de la reine et de son entourage, l'examen attentif de certains manuscrits étant pour le moins troublants.
- La découverte de l'armoire de fer, lors de l'instruction préalable au procès du roi Louis XVI, constituait une machination élaborée par le ministre de l'intérieur nommé depuis le 10 août 1792 Roland pour accuser le roi de complot et de dissimulation de ces dits agissement contre la patrie ; or, ces pièces issues de différents cabinets des Tuileries ont fait l'objet d'un inventaire par une commission de douze conventionnels créée dès le 20 novembre 1792, jour de la découverte de Roland. Ces pièces sont disponibles aux archives nationales et ont été ainsi exploités par le couple Girault de Coursac[4].

## Controverses
Les différents ouvrages réalisés ne sont souvent pas retenus par une partie de la communauté des historiens français, étant donné leur approche que certains d'entre eux jugent "partisane" en faveur de Louis XVI comme leur contestation de l'existence de "l'armoire de fer". Certains historiens leur reprochent une écriture « royaliste ». Il leur est reproché aussi d'avoir publié un ouvrage en faveur de la béatification de Louis XVI : Louis XVI, Roi Martyr. Tequi (1976) ;  (ISBN 2-85244-209-4).
D'autres historiens français renommés comme Pierre Chaunu ont, au contraire, soutenu leurs travaux. Dans le monde anglo-saxon, nombre d'historiens de cette période ont rendu hommage à leurs travaux comme le professeur Philip Mansel, John Hardman, Munro Price.
Les ouvrages des Girault de Coursac sont largement utilisés et leurs conclusions reprises dans les publications évoquant la personne de Louis XVI, sans être toujours cités. La minutie de leurs recherches demeure inégalée sur de nombreux points du règne controversé du petit-fils de Louis XV. L'historien Jean-Christian Petitfils reprend certaines de leurs conclusions dans sa biographie sur Louis XVI.
La singularité de leurs travaux se définit par la volonté de rouvrir le procès de Louis XVI, en vérifiant le fondement des accusations le concernant, s'appuyant sur un travail inégalé d'exhumation de sources manuscrites, préféré à la compilation des mémorialistes et des études universitaires. Ils soutiennent l'existence d'une collusion d'intérêts entre les jacobins, partisans de la République, et les émigrés, rassemblés autour des frères du Roi, alors que l'historiographie française se résumait à un affrontement dogmatique entre écrivains de sensibilité républicaine ou royaliste, partisans ou contempteurs de la Révolution.
La conclusion des Girault de Coursac est que Louis XVI a suivi une voie personnelle, médiane entre les partisans de l'Ancien Régime et ceux de la table rase, que son procès a été truqué, et que le « roi des Français » demeure encore aujourd'hui un « gêneur » dans l'inconscient collectif national ainsi que dans la mémoire de l'Église. 
Dans les années 1980, ils ont été régulièrement sollicités par la mairie de Paris, soit comme commissaires d'exposition soit comme contributeurs, sur des expositions concernant Louis XVI, Louis XVII, ou la guerre d'Amérique.

## Publications
- Le Roi Stigmatisé, chez l'auteur (1950)
- Marie-Antoinette et le scandale de Guines, Gallimard (1962)
- L'éducation d'un Roi, Louis XVI, Gallimard 1972, Éditions François-Xavier de Guibert (1995) ;  (ISBN 2-86839-374-8)
- Louis XVI, Roi Martyr. Tequi (1976) ;  (ISBN 2-85244-209-4)
- Enquête sur le procès du Roi Louis XVI. La Table Ronde (1982), Éditions François-Xavier de Guibert (1992) ;  (ISBN 2-86839-241-5)
- Sur la Route de Varennes. La Table Ronde (1984), Éditions François-Xavier de Guibert(2000), (2007) ;  (ISBN 978-27554-00625)
- Le Voyage de Louis XVI autour du monde. Expédition La Pérouse. La Table Ronde (1985), Éditions François-Xavier de Guibert (2000) ;  (ISBN 2-86839-633-X)
- Louis XVI et la question religieuse pendant la révolution, Éditions François-Xavier de Guibert (ŒIL) (1988) ;  (ISBN 2-86839-137-0)
- Louis XVI a la parole. Lettres, discours, écrits politiques, O.E.I.L (1989), Éditions François-Xavier de Guibert (1997) ;  (ISBN 2-86839-468-X)
- Entretiens sur Louis seize, Éditions François-Xavier de Guibert (O.E.I.L.) (1990) ;  (ISBN 2-86839-178-8)
- Louis XVI, un visage retrouvé, Éditions François-Xavier de Guibert (O.E.I.L.) (1990) ;  (ISBN 2-86839-190-7)
- Louis XVI et Marie-Antoinette : vie conjugale - vie politique, Éditions François-Xavier de Guibert (O.E.I.L.) (1990) ;  (ISBN 2-86839-185-0)
- Derniers messages de Louis XVI aux Français, Éditions François-Xavier de Guibert (O.E.I.L.) (1991) ;  (ISBN 2-86839-236-9)
- Guerre d'Amérique et liberté des mers 1778-1783, Éditions François-Xavier de Guibert (1991) ;  (ISBN 2-86839-312-8)
- La dernière année de Marie-Antoinette, Éditions François-Xavier de Guibert (1993) ;  (ISBN 2-86839-290-3)
- La défense de Louis XVI par Malesherbes, Tronchet et Desèze précédée du procès-verbal de l'interrogatoire du roi. En collaboration avec Jean-Marc Varaut, Éditions François-Xavier de Guibert (1993) ;  (ISBN 2-86839-248-2)
- Septembre 1792 la mort organisée, Éditions François-Xavier de Guibert (1994) ;  (ISBN 2-86839-291-1)
- Le secret de la Reine : la politique personnelle de Marie-Antoinette pendant la Révolution,  Éditions François-Xavier de Guibert (1996) ;  (ISBN 2-86839-361-6)
- Histoire, historiens et mémorialistes du règne de Louis XVI et de la Révolution, Éditions François-Xavier de Guibert (1997) ;  (ISBN 2-86839-499-X)
- Provence et Artois : les deux frères de Louis XVI,  Éditions François-Xavier de Guibert (1999) ;  (ISBN 2-86839-585-6)
- Découverte. Bulletin du Comité pour l'étude de Louis XVI et de son procès. Revue trimestrielle publiée de 1973 à 1985.
- Louis XVII. Ouvrage collectif. Délégation à l'Action artistique de la ville de Paris (1987) ;  (ISBN 2-905118-01-6)
- Louis XVI, du Serment du Sacre à l'Edit de Tolérance. Ouvrage collectif. Bibliothèque Historique de la Ville de Paris et l'Association Louis XVI (1988) ;  (ISBN 2-7299-0066-7)
- Louis XVI, esquisse d'un portrait. Catalogue de l'exposition présentée au Musée d'Argonne à Varennes en Argonne. sd (1980)
- Guerre d'Amérique et liberté des mers 1783-1983. Catalogue de l'exposition présentée à la Mairie de Paris. (1983)